# Biker Union
Die Biker Union e. V. ist ein Verein mit dem Ziel der Interessenvertretung der Motorradfahrer in Deutschland. Vereinssitz ist Königstein im Taunus. Gegenwärtig hat die Biker Union bundesweit knapp 4.000 Mitglieder, die in 15 Regionalbüros und 60 BU-Stammtischen organisiert sind.

## Geschichte
Unmittelbarer Gründungsanlass war 1986 ein diskriminierendes Plakat der Innenminister der Länder, auf dem Rocker als Sinnbild der Gewalt gegen Bürger pauschalisiert wurden. Auf dem Plakat waren unter der Überschrift „Sind Sie sicher vor Gewalt?“ vier mit Schlagwerkzeugen bewaffnete Rocker abgebildet. Die Gründungssitzung des Vereins findet in den Räumlichkeiten von Fips (Günther Brecht) statt, dem Verlagsgründer des Huber Verlags. Zunächst vor allem als Sprachrohr der Clubs gegründet und lange Jahre vor allem als Dachverband dieser angesehen, ist das Verhältnis zu den MCs heute gespalten. Bei der Gründungsveranstaltung kamen auf die 1000 Gründungsmitglieder gerade einmal ein „Free Biker“. Das Verhältnis wandelte sich zwar nur geringfügig, doch während viele Mitglieder weiterhin auch in Clubs organisiert sind, trennen diese oft Clubleben und Vereinsmitgliedschaft strikt. Dennoch sind weiterhin auch 17 Clubmitgliedschaften aktiv.
Nach einer ersten Hochphase Ende der 1980er geriet der Verein in den 1990ern in die Krise. Die kostspieligen jährlichen Partys, die gerüchteweise bis zu 20.000 Leute anziehen, sollten über eine GmbH finanziert werden. Zu diesem Zweck wurde das Magazin BUM ins Leben gerufen. Doch die Biker Union Service GmbH musste 1997 Insolvenz anmelden. Gründe dafür waren Unregelmäßigkeiten in der Geschäftsführung. 1998 schloss man sich mit anderen Motorradverbänden zur Motorrad Initiative Deutschland (MID) zusammen. Eine als Demonstration angemeldete Großveranstaltung der internationalen Federation of European Motorcyclists’ Association (FEMA), bei der 5.500 Teilnehmer erwartet wurden, geriet zum finanziellen Desaster. Tatsächlich kamen nur 2.000 Personen, also weniger als die Hälfte. Dies führte fast zur Auflösung der frisch gegründeten Initiative, da die Unkosten auf die Einzelverbände übertragen wurden. Der Verein, der einen Großteil der Lasten tragen musste, stand daher kurz vor der Auflösung, als Rolf Frieling den Vorsitz übernahm und entsprechend gegensteuern konnte. Der im bürgerlichen Leben als Unternehmensberater mit Schwerpunkt Managementberatung und Organisationsentwicklung Arbeitende kümmerte sich um einen Neuaufbau des Vereins.
Seit 2004 unterstützt der Verein die Forschungsgesellschaft für Straßen- und Verkehrswesen und half bei der Erstellung eines mehrfach aufgelegten Merkblatts zur Verkehrssicherheit von Motorradfahrern. Ihr langjähriges Engagement für Verkehrssicherheit in wurde 2013 mit dem 1. Preis im Ideenwettbewerb „Sicher auf Landstraßen“ der Kampagne „Runter vom Gas“ des Bundesverkehrsministeriums und des Deutschen Verkehrssicherheitsrats ausgezeichnet.

## Situation heute
Von Beginn an baut die Vereinsarbeit auf den drei Säulen Feiern, Fahren und politischer Arbeit auf. Als Großveranstaltung wird alle zwei Jahre die BU-Sternfahrt veranstaltet, eine viertägige Fahrt durch Deutschland. Daneben veranstaltet der Verein Stammtische. Derzeit werden etwa sechzig im gesamten Bundesgebiet veranstaltet. Daneben existieren 15 Regionalbüros, die für die Biker vor Ort als Anlaufstelle dienen. Über die Arbeit berichten die Regionalbüros bei zweimal im Jahr stattfindenden Sitzungen an den Vorstand. Die Mitglieder erhalten außerdem die Verbandszeitschrift „BU aktiv“.
Die Biker Union arbeitet in Fachgremien und an Gesetzgebungsverfahren mit.
Arbeitsschwerpunkte sind:
- Gegen den unsachgemäßen Einsatz von Bitumen im Straßenbau
- Gegen Streckensperrungen nur für Motorradfahrer
- Gegen einen gesetzlichen Tragezwang von genormter Schutzkleidung
- Gegen die Verschärfung der Lautstärkegrenzwerte bei Motorrädern
- Gegen Behördenwillkür gegenüber Motorradfahrern und Clubs
- Für die sichere Ausgestaltung von Straßen und des Straßenseitenraums für Motorradfahrer
- Für vereinfachte Zulassungsvorschriften für Kraftfahrzeuge
- Für die Schaffung von Motorradparkplätzen in Innenstädten
- Für Anbringung von Unterfahrschutz an Leitplanken